# (31094) 1997 CN28
1997 سي أن 28 (ويعرف أيضًا باسم (31094) 1997 سي أن 28 وفق تسمية الكوكب الصغير) (بالإنجليزية: 1997 CN28)‏ هو كويكب ضمن حزام الكويكبات؛ وترتيبه 31094 من حيث الاكتشاف.
اكتُشف هذا الجُرم الفلكي بواسطة برنامج شميدت للكويكبات في بكين في 14 فبراير 1997.

## وصلات خارجية
- (31094) 1997 CN28 في قاعدة بيانات مختبر الدفع النفاث لأجرام النظام الشمسي الصغيرة

- الاكتشاف · مخطط المدار ·  العناصر المدارية · المعلمات المادية

- (31094) 1997 CN28 على موقع ويكي سكاي: DSS2, SDSS, GALEX, IRAS, Hydrogen α, X-Ray, Astrophoto, Sky Map, Articles and images